# ديفيد واغنر (تنس)
ديفيد واغنر (بالإنجليزية: David Wagner) مواليد 4 مارس 1974 في فوليرتون، هو لاعب أمريكي في تنس الكراسي المتحركة. سبق أن كان المصنف الأول عالمياً وفاز بعدة ميداليات في دورة الألعاب البارالمبية الصيفية.

## الميداليات
| الميدالية | المسابقة                              |
| --------- | ------------------------------------- |
| ذهبية     | ألعاب بارالمبية صيفية 2004            |
| ذهبية     | دورة الألعاب البارالمبية الصيفية 2008 |
| ذهبية     | ألعاب بارالمبية صيفية 2012            |
| فضية      | ألعاب بارالمبية صيفية 2004            |
| فضية      | ألعاب بارالمبية صيفية 2012            |
| برونزية   | دورة الألعاب البارالمبية الصيفية 2008 |

## وصلات خارجية
- ديفيد واغنر على موقع الاتحاد الدولي لكرة المضرب (الإنجليزية)
- ديفيد واغنر على موقع Paralympic.org (الإنجليزية)
- ديفيد واغنر على موقع اللجنة الأولمبية والبارالمبية الأمريكية (الإنجليزية)

- الموقع الرسمي